# Căpușu Mare
Căpușu Mare é uma comuna romena localizada no distrito de Cluj, na região histórica da Transilvânia. A comuna possui uma área de 58.40 km² e sua população era de 3475 habitantes segundo o censo de 2007.